# Johann Ehrenfried Wagner
Johann Ehrenfried Wagner (* 3. Mai 1724 in Neuhausen/Erzgeb.; † 1. März 1807 in Marienberg) war ein erzgebirgischer Pfarrer, Autor und Waisenhausgründer.

## Leben
Er besuchte gegen den Willen seines Vaters mit 12 Jahren das Gymnasium in Freiberg, wo er als hochbegabter Schüler mehrere Klassen übersprang und bereits im Alter von 17 Jahren Abitur machte.
Sein Studium der Theologie in Leipzig beendete er 1745 mit der Magisterwürde, die ihm in Wittenberg verliehen wurde.
Nachdem er zunächst als Hauslehrer gearbeitet hatte, kam er 1752 als Rektor der Lateinschule nach Marienberg.
1759 wurde er in dieser Stadt Diakon, 1776 Pfarrer und später für das weit entfernte Sachsen-Meiningen – ehrenhalber – Herzoglicher Konsistorialrat.

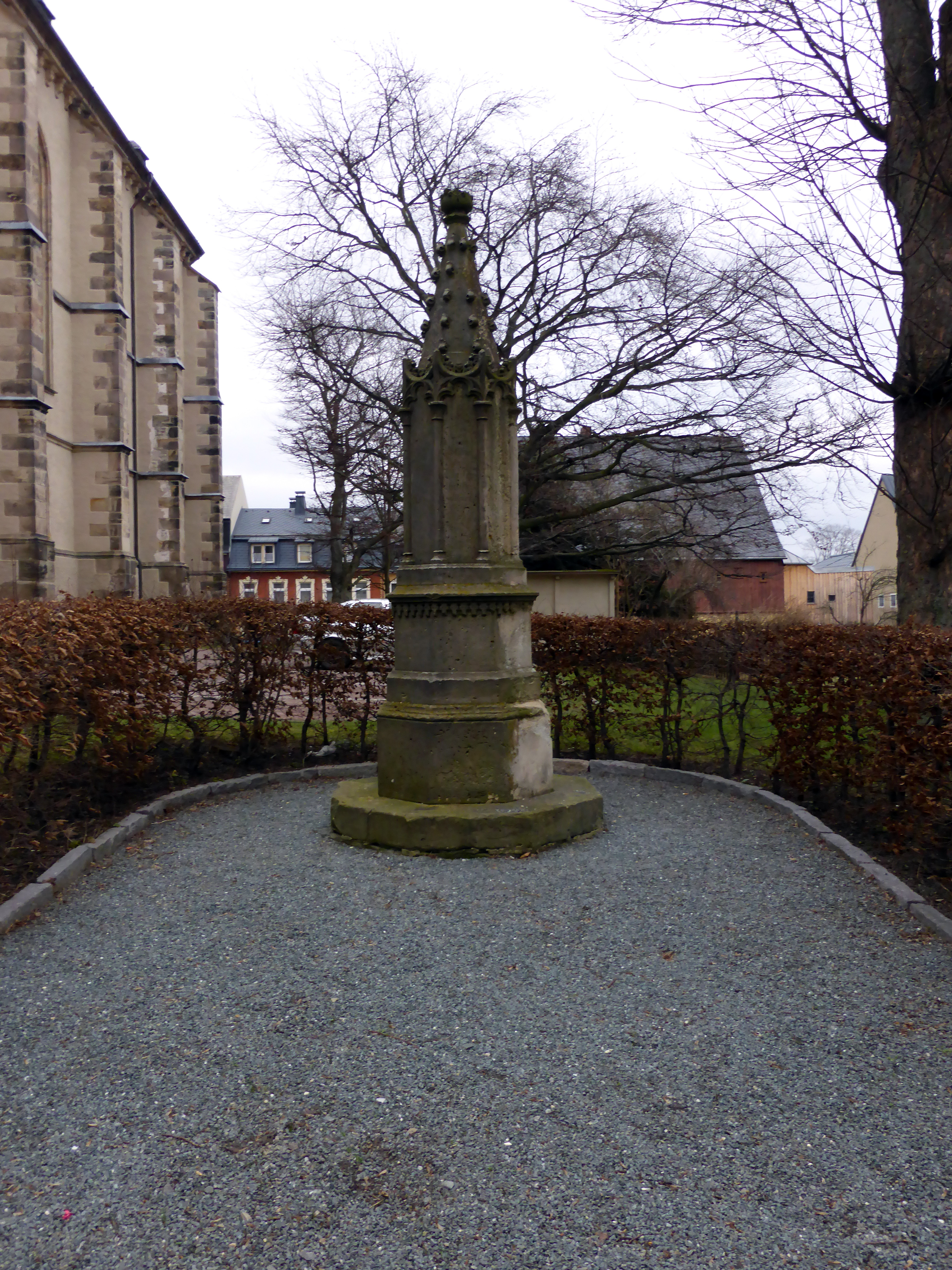
Wagnersäule (Marienberg)

Nachdem er in Marienberg bereits 1771 eine Spinnanstalt für arme Erwachsene ins Leben gerufen hatte, gründete er dort im Jahr darauf ein Waisenhaus. Das nötige Kapital brachte er durch die bis heute existierende Waisenhaus- samt Carolinenstiftung zusammen, die durch seine Kontakte nach Berlin, Frankfurt, Basel, Amsterdam und London wohlhabende Gönner fand, die ihn in seinem Vorhaben unterstützten. 1771–1772 wütete eine große Hungersnot im Erzgebirge, die er besonders in dem damals von Marienberg aus verwalteten Pobershauer Ortsteil Hinterer Grund hautnah erlebte. Wagner veröffentlichte daraufhin seine Anklageschrift "Das bisher im Hunger schmachtende Erzgebirge(...)" (1773). Die Not der Kinder veranlasste ihn zur Gründung des Marienberger Waisenhauses. Daneben verfasste er mehrere theologische Werke.
Die Leitung des Waisenhauses übertrug er 1802 seinem Sohn Christian Ehrenfried Wilhelm Wagner.

## Vermächtnis
Ihm zu Ehren wurde 1871 in Marienberg auf dem Lutherplatz neben der Kirche eine gotische Säule errichtet, außerdem benennt sich die Johann-Ehrenfried-Wagner-Straße in Marienberg nach ihm.
Eingedenk seines sozialpädagogischen Wirkens erhielt auch die Förderschule für geistig Behinderte Johann Ehrenfried Wagner ihren Namen.
Die zu DDR-Zeiten enteignete Stiftung wurde 1993 als kirchliche Stiftung wieder in ihr Recht gesetzt. Sie betreibt jetzt das rekonstruierte 1881 gebaute 2. Waisenhaus als Kindergarten und Beratungsstelle der Diakonie und des Landkreises.
Wagners Grab ist noch heute auf dem Marienberger Friedhof erhalten.